# Селус, Фредерик Кортни
Фредерик Кортни Селус (англ. Frederick Courteney Selous; 31 декабря 1851 — 4 января 1917) — британский путешественник, военный, охотник. Его приключения вдохновили Генри Райдера Хаггарда на создание образа Аллана Квотермейна. Старший брат орнитолога и писателя Эдмунда Селуса.

## Ранняя жизнь и исследования

### Детство и юность
Фредерик Селус родился 31 декабря 1851 года в Риджентс-парке в Лондоне, он был одним из пяти сыновей в аристократической семье французского гугенотского происхождения. Его отец Фредерик Лоукс Слус (первоначальное произношение) (1802—1898) был президентом Лондонской фондовой биржи, его мать Энн Холгейт Шерборн (1827—1913) — поэтессой. У него было три сестры: Флоренс (1850-?), Энни Берримен (1853-?), Сибил Джейн (1862-?) и брат Эдмунд (1857—1934), ставший впоследствии орнитологом. Братья разделяли любовь к жизни в дикой природе, которая казалась странной другим членам семьи.
В школе Селус хорошо учился естественным наукам и собирал коллекции птичьих яиц и бабочек. 15 января 1867 года он пережил трагедию в Риджентс-парке, когда на местном озере, где катались на коньках сотни людей, треснул лёд, и в результате погибло 40 человек. Селус сумел доползти по ломающемуся льду до берега.
Учился в школе замка Брюсов (англ.) в Тоттенхеме, в  школе Регби в Англии, а также в Германии и Австрии и готовился стать врачом, как хотели родители. Увлечение естественными науками привело к принятию решения об изучении диких животных в их естественных местах обитания. Его взгляды были сформированы африканскими исследователями и охотниками, в частности Давидом Ливингстоном и Уильямом Чарльзом Болдуином.

### Африканские исследования
Селус приехал в Южную Африку, когда ему было 19 лет. От Мыса Доброй Надежды он отправился в Матабелеленд, которого достиг в начале 1872 года и где получил разрешение от вождя племени ндебеле Лобенгулы охотиться во всех его владениях. До 1890 года, с небольшими перерывами для поездок в Англию, Селус исследовал малоизвестные тогда районы на севере Трансвааля и на юге бассейна реки Конго, охотясь на слонов и собирая экземпляры животных для музеев и частных коллекций. Благодаря его путешествиям было получено много новой информации о территории, входящей теперь в состав Зимбабве. Он проводил этнографические исследования, и во всех своих странствиях поддерживал хорошие отношения с местными племенами, в том числе с теми, которые ранее не видели белого человека.
В 1890 году Селус по просьбе Сесила Родса поступил на службу в Британскую Южно-Африканскую компанию, работая проводником для экспедиции в Матабалеленд. Два с половиной месяца Селус вёл колонну, построившую 400 миль дороги через леса, горы и болота. Затем отправился на восток, на территорию племени маньика, чтобы подготовить её переход под британский контроль. Уехал в Англию в декабре 1892 года и был награждён медалью Королевского географического общества за свои исследования, которые обобщил в статье «Двадцать лет в Замбези».

## Военная карьера

### Родезия и Первая мировая война
Селус вернулся в Африку, чтобы принять участие в войне против племени матабеле (1893), и был ранен в ходе наступления на Булавайо. После войны он приехал в Англию, где женился, а в марте 1896 года с женой поселился в имении в Матабелеленде. В том же году началась вторая война с матабеле, в которой он тоже принял участие как глава отрядов, сформированных поселенцами в Булавайо. Здесь же служили разведчик и путешественник Фредерик Рассел Бёрнхем и будущий основатель скаутского движения Роберт Баден-Пауэлл. Селус опубликовал отчёт о кампании, названный «Солнце и буря в Родезии».
Во время Первой мировой войны Селус участвовал в боях в Восточной Африке в составе 25-го батальона полка королевских фузилёров и в 1916 году был награждён орденом «За выдающиеся заслуги».

### Смерть
4 января 1917 года Селус участвовал в боях на берегах реки Руфиджи в Танзании против немецкой колониальной армии. В то утро он прокрался вперёд, на разведку. Он поднял голову, чтобы выяснить местоположение противника с помощью бинокля, и был застрелен немецким снайпером. После этого верховный главнокомандующий немецкой колониальной армии генерал фон Леттов-Форбек, известный как «Лев Африки», выпустил ноту, извиняясь за «неблагородную смерть», которую принял Селус от рук немецкого солдата.
Селус был похоронен под тамариндом, рядом с местом своей гибели. На могиле был установлен скромный камень с высеченными словами: «Капитан Ф. К. Селус, кавалер ордена „За выдающиеся заслуги“, 25-й батальон королевских стрелков, убитый 4. 1. 17». Ровно через год после смерти Селуса, 4 января 1918 года в бою с немецкой армией во Франции погиб его сын лётчик Фредерик Брюс Хазерли.

## Селус как охотник и натуралист

### Охотник
В юности Селус охотился в Пруссии и Австрии. В 1871 году он решил зарабатывать на жизнь охотой на слонов и в течение следующих двадцати лет был в Африке одним из самых успешных охотников за слоновой костью.
Селус охотился в Европе (Трансильвания, Румыния, 1899; Шотландия, 1894; Сардиния, 1902; Норвегия, 1907), Азии (Турция, Персия, Кавказ, 1894—1895, 1897, 1907), Африке (на территории от Южной Африки до Судана, где он собрал образцы всех средних и крупных африканских млекопитающих). При этом он никогда не охотился в Индии, очень популярной стране у спортсменов-охотников того времени.
В 1909—1910 годах он сопровождал бывшего президента США Теодора Рузвельта в его африканском сафари. В 1907 году Селус вместе с двумя офицерами Британской армии Чарльзом Эдвардом Радклифом и П. Б. Вандербилом основал Шикар-клуб (индийское слово «шикар» означает охоту или охотников), члены которого собирались в отеле «Савой» в Лондоне. Президентом был граф Лонсдейл. Другим членом клуба был художник, путешественник и биограф Селуса Джон Жиль Милле.

### Натуралист
Результатом многих путешествий Селуса стало пополнение коллекций музеев, особенно Музея естествознания в Лондоне. «Коллекция Селуса», хранящаяся в этом музее, содержит 524 экземпляра млекопитающих с трёх континентов, включая девятнадцать африканских львов. В 1916 году, во время войны он по вечерам ловил бабочек для того же музея. Более пяти тысяч экземпляров растений и животных были подарены им отделу естествознания Британского музея. Его имя часто упоминается в каталогах таксидермиста Роуленда Уорда. В 1893 году он был награждён медалью Королевского географического общества за исследования в Южной Африке.

## Личная жизнь

### Поведение и характер
Селус выделялся успехом в таких видах спорта, как крикет, регби, плавание и теннис. Он был известен как хороший наездник, на войне и охоте часто передвигался на лошадях. В Африке его знали как «лучшего белого бегуна». Когда ему было почти шестьдесят лет, он каждый день проезжал на велосипеде по 100 миль.
Всю жизнь он носил бороду, которая вместе с его шляпой стала заметным атрибутом его внешнего вида.
Любимым напитком Селуса был чай, иногда он пил шампанское на торжественных обедах и виски на встречах со старыми друзьями. Иногда курил трубку.

### Семья
В сорок два года Селус поселился в Уорплесдоне в Англии и женился на двадцатилетней Мэри Кэтрин Глэдис Мэдди (1874-?), дочери священника. У них родилось двое сыновей — Фредерик Хазерли Брюс Селус (1898—1918) и Харольд Шерборн Селус.
Менее известен тот факт, что у Селуса было трое детей, рождённых африканскими жёнами. Женщина из племени ндебеле из Южной Родезии (ныне Зимбабве) родила от него дочь Магдален Селус (1874). Женщина из племени тсвана из Бечуаналенда (теперь Ботсвана), которая была сестрой вождя Хамы III, родила от него сына Джона Селуса (1900). Женщина из племени маньика из Восточного Зимбабве — сына Фредерика Фишера. Влиятельные поселенцы смогли зарегистрировать рождение этих детей под другими именами, чтобы защитить их репутации. Фредерик Фишер родился уже после официальной свадьбы Селуса и много лет поддерживал переписку с отцом. Хотя Селус никогда не признавал своих незаконнорождённых детей, он помог им получить образование в Южной Африке и оставил им значительную долю имущества в Булавайо и Солсбери (ныне Хараре). Тем не менее, передача части собственности в Солсбери была объявлена не имеющей силы и затем она была присвоена колониальной администрацией.

## Селус в искусстве. Память
Селус стал одним из тех, чьи приключения повлияли на создание Аллана Квотермейна — персонажа романов Генри Райдера Хаггарда. Селус был персонажем телесериалов «Хроники молодого Индианы Джонса» (1992—1993), где его сыграл Пол Фримен, и «Родс» (1996), где его сыграл Пол Слаболепши.
В 1896 году британский зоолог Уильям Эдвард де Уинтон назвал в честь Селуса новый вид мангуста — Paracynictis selousi. Подвид африканской антилопы ситатунга также носит его имя — Tragelaphus spekii selousi.
Национальный парк Селус на юго-востоке Танзании назван в его честь. Открытый в 1922 году, он занимает территорию в 44800 км² вдоль рек Киломберо, Руаха и Руфиджи. В 1982 году парк попал в список Всемирного наследия ЮНЕСКО.
В честь Селуса была названа элитная группа родезийского спецназа «Скауты Селуса».

## Книги Селуса
- A Hunter’s Wanderings in Africa: Being a Narrative of Nine Years Spent Amongst the Game of the Far Interior of South Africa (1881)
- Travel and Adventure in South-East Africa: Being the Narrative of the Last Eleven Years Spent By the Author on the Zambesi and Its Tributaries; With an Account of the Colonisation of Mashunaland and the Progress of the Gold Industry in That Country (1893)
- Sunshine & Storm in Rhodesia: Being a Narrative of Events in Matabeleland Both Before and During the Recent Native Insurrection Up to the Date of the Disbandment of the Bulawayo Field Force. (1896), ISBN 978-1-60355-059-8
- Sport & Travel East and West (1900)
- Living Animals Of The World; A Popular Natural History With One Thousand Illustrations (1902)
- Newfoundland Guide Book (1905)
- Recent Hunting Trips in British North America (1907)
- African Nature Notes and Reminiscences. Foreword By Theodore Roosevelt (1908)
- Africa’s Greatest Hunter: the Lost Writings of Frederick C Selous, Edited by Casada, James A Dr (1998)